# UEFA Youth League
L'UEFA Youth League, ou Ligue juniors de l'UEFA, est une compétition annuelle de football organisée par l'UEFA depuis 2013. Elle succède aux NextGen Series, créées en 2011 mais qui ne se déroulaient pas sous le giron de l'UEFA. Son trophée porte le nom du président d'honneur de l'UEFA, Lennart Johansson.
La Youth League rassemble les équipes de moins de 19 ans des 32 clubs du continent européen participant à la phase de groupes de la Ligue des champions de l'UEFA, auxquelles s'ajoutent (depuis 2015) les 32 clubs vainqueurs de leur championnat national dans cette catégorie.

## Histoire
L'UEFA Youth League, ou Ligue juniors de l'UEFA, (parfois appelée Ligue de la jeunesse de l'UEFA), est créée en 2013 à la suite d'une demande de l'Association européenne des clubs. C'est la première compétition européenne des clubs destinée aux jeunes organisée par l'UEFA. Elle succède aux NextGen Series, créées en 2011 à l’instigation du directeur sportif du Brentford FC, Mark Warburton et qui ont connu deux éditions, rassemblant jusqu'à 24 équipes européennes sur invitation.

## Format
Les clubs de la saison 2013-2014 disputent une phase de groupes dont la composition des poules et le calendrier sera calqué sur ceux de la Ligue des champions de l'UEFA 2013-2014. Les deux premiers de chaque groupe se qualifient pour la phase à élimination directe, des huitièmes de finale à la finale. Contrairement à la Ligue des champions, les tours à élimination directe sont joués sur un match unique, et non en matchs aller-retour. Les clubs qualifiés sont ceux disputant la Ligue des champions chez les seniors.
À partir de la saison 2015-2016, la compétition est étendue à 64 équipes et séparée en deux voies ; la voie de la Ligue des champions (avec le même format que les saisons précédentes) et la voie des champions qui voit l'entrée des champions des moins de 19 ans des 32 meilleures associations de l'UEFA qui ne jouent pas de matchs de poule mais deux tours à élimination directe aller-retour, avant de disputer les barrages où ils retrouvent les deuxièmes de groupe de la voie de la Ligue des champions.
Le Comité exécutif de l'UEFA du 28 juin 2023 acte un nouveau changement du format, applicable à partir de la saison 2024-2025. La voie de la Ligue des champions s'adapte au changement de format de la Ligue des champions, avec une phase de ligue à 36 équipes calquée sur celle de la Ligue des champions (mais réduite aux six premières journées). La voie des champions est élargie à tous les champions nationaux (et non plus les 32 champions des meilleures associations) et comprend trois tours à élimination directe (aller-retour), les clubs des meilleures associations étant exemptées du premier tour. Si un champion national est déjà qualifié pour la voie de la Ligue des champions, sa place en voie des champions est réattribuée au vice-champion national. Le tenant du titre, s'il n'est pas qualifié pour la voie de la Ligue des champions, est qualifié pour la voie des champions.
A la fin de ces phases, une phase à élimination directe avec des tours à match unique commence, à partir des seizièmes de finale, et se conclut sur un Final Four sur terrain neutre.

## Trophée

Trophée de la Youth League (Lennart Johansson)

Le trophée remis au vainqueur est nommé « Lennart Johansson » en hommage au président d'honneur de l'UEFA.

## Palmarès

### Palmarès par édition
| #                 | Édition           | Vainqueur                                                 | Score                                                     | Finaliste                                                 | Demi-finalistes                                           | Lieu                                                      |
| UEFA Youth League | UEFA Youth League | UEFA Youth League                                         | UEFA Youth League                                         | UEFA Youth League                                         | UEFA Youth League                                         | UEFA Youth League                                         |
| ----------------- | ----------------- | --------------------------------------------------------- | --------------------------------------------------------- | --------------------------------------------------------- | --------------------------------------------------------- | --------------------------------------------------------- |
| 1                 | 2014              | FC Barcelone                                              | 3 – 0                                                     | SL Benfica                                                | Real Madrid et Schalke 04                                 | Stade Colovray, Nyon                                      |
| 2                 | 2015              | Chelsea FC                                                | 3 – 2                                                     | Chakhtar Donetsk                                          | RSC Anderlecht et AS Rome                                 | Stade Colovray, Nyon                                      |
| 3                 | 2016              | Chelsea FC (2)                                            | 2 – 1                                                     | Paris Saint-Germain                                       | RSC Anderlecht et Real Madrid                             | Stade Colovray, Nyon                                      |
| 4                 | 2017              | RB Salzbourg                                              | 2 – 1                                                     | SL Benfica                                                | FC Barcelone et Real Madrid                               | Stade Colovray, Nyon                                      |
| 5                 | 2018              | FC Barcelone (2)                                          | 3 – 0                                                     | Chelsea FC                                                | Manchester City et FC Porto                               | Stade Colovray, Nyon                                      |
| 6                 | 2019              | FC Porto                                                  | 3 – 1                                                     | Chelsea FC                                                | FC Barcelone et TSG Hoffenheim                            | Stade Colovray, Nyon                                      |
| 7                 | 2020              | Real Madrid                                               | 3 – 2                                                     | SL Benfica                                                | Ajax Amsterdam et RB Salzbourg                            | Stade Colovray, Nyon                                      |
| -                 | 2021              | Compétition annulée en raison de la pandémie de Covid-19. | Compétition annulée en raison de la pandémie de Covid-19. | Compétition annulée en raison de la pandémie de Covid-19. | Compétition annulée en raison de la pandémie de Covid-19. | Compétition annulée en raison de la pandémie de Covid-19. |
| 8                 | 2022              | SL Benfica                                                | 6 – 0                                                     | RB Salzbourg                                              | Juventus FC et Atlético de Madrid                         | Stade Colovray, Nyon                                      |
| 9                 | 2023              | AZ Alkmaar                                                | 5 – 0                                                     | Hajduk Split                                              | Sporting CP et AC Milan                                   | Stade de Genève, Genève                                   |
| 10                | 2024              | Olympiakós                                                | 3 – 0                                                     | AC Milan                                                  | FC Nantes et FC Porto                                     | Stade Colovray, Nyon                                      |
| 11                | 2025              | FC Barcelone (3)                                          | 4 – 1                                                     | Trabzonspor                                               | RB Salzbourg et AZ Alkmaar                                | Stade Colovray, Nyon                                      |

### Palmarès par club
8 clubs ont remporté le tournoi depuis sa création en 2014. Le FC Barcelone est le plus titré de l'histoire de la Youth League avec 3 titres.
5 clubs ont atteint la finale sans jamais parvenir à la gagner. Le SL Benfica est le finaliste le plus malheureux avec trois finales perdues.
| Rang | Club                | Victoires (éditions) | Finales perdues (éditions) |
| ---- | ------------------- | -------------------- | -------------------------- |
| 1    | FC Barcelone        | 3 (2014, 2018, 2025) | 0                          |
| 2    | Chelsea FC          | 2 (2015, 2016)       | 2 (2018, 2019)             |
| 3    | SL Benfica          | 1 (2022)             | 3 (2014, 2017, 2020)       |
| 4    | RB Salzbourg        | 1 (2017)             | 1 (2022)                   |
| 5    | FC Porto            | 1 (2019)             | 0                          |
| 5    | Real Madrid         | 1 (2020)             | 0                          |
| 5    | AZ Alkmaar          | 1 (2023)             | 0                          |
| 5    | Olympiakós          | 1 (2024)             | 0                          |
| 9    | Chakhtar Donetsk    | 0                    | 1 (2015)                   |
| 9    | Paris Saint-Germain | 0                    | 1 (2016)                   |
| 9    | Hajduk Split        | 0                    | 1 (2023)                   |
| 9    | AC Milan            | 0                    | 1 (2024)                   |
| 9    | Trabzonspor         | 0                    | 1 (2025)                   |

### Palmarès par nation
Des clubs de 6 pays différents ont remporté au moins une édition du tournoi. Cinq autres pays ont déjà été représentés en finale.
Les clubs espagnols ont connu le plus de succès, remportant un total de 4 éditions. Le Portugal et l'Angleterre complètent le podium avec 2 victoires chacune.
| Rang | Nation     | Finales | Finales | Finales |
| Rang | Nation     | Gagnées | Perdues | Total   |
| ---- | ---------- | ------- | ------- | ------- |
| 1    | Espagne    | 4       | 0       | 4       |
| 2    | Portugal   | 2       | 3       | 5       |
| 3    | Angleterre | 2       | 2       | 4       |
| 4    | Autriche   | 1       | 1       | 2       |
| 5    | Grèce      | 1       | 0       | 1       |
| 5    | Pays-Bas   | 1       | 0       | 1       |
| 7    | Croatie    | 0       | 1       | 1       |
| 7    | France     | 0       | 1       | 1       |
| 7    | Italie     | 0       | 1       | 1       |
| 7    | Ukraine    | 0       | 1       | 1       |
| 7    | Turquie    | 0       | 1       | 1       |

## Statistiques

### Records et statistiques
- Le FC Barcelone est le club le plus titré avec 3 trophées. Chelsea est le seul club à avoir remporté la finale deux fois de suite (2015, 2016).
- Le Benfica Lisbonne est le club ayant échoué le plus de fois en finale avec trois défaites pour une seule victoire.
- Le Chelsea FC est le seul club à avoir perdu deux finales consécutives (2018 et 2019).

### Records et statistiques par nation
- L'Espagne est le pays qui a gagné le plus de fois la compétition (4).
- Le Portugal est le pays ayant échoué le plus de fois en finale (3).
- L'Angleterre détient le record de victoires consécutives (2).
- L'Espagne et le Portugal sont les pays ayant gagné la compétition avec le plus grand nombre de clubs différents (2 : FC Barcelone, Real Madrid / FC Porto, SL Benfica).

### Records et statistiques par joueur et entraîneur
- Meilleurs buteurs :

| Rang | Nom                 | Clubs                           | Buts |
| ---- | ------------------- | ------------------------------- | ---- |
| 1    | Charlie Brown       | Chelsea FC (15)                 | 15   |
| 1    | Borja Mayoral       | Real Madrid (15)                | 15   |
| 1    | Roberto Núñez       | Atlético de Madrid (15)         | 15   |
| 4    | Curtis Jones        | Liverpool FC (13)               | 13   |
| 4    | Aaron Leya Iseka    | RSC Anderlecht (13)             | 13   |
| 4    | Timur Jamaletdinov  | CSKA Moscou (13)                | 13   |
| 5    | Tammy Abraham       | Chelsea FC (12)                 | 12   |
| 5    | Jean-Kévin Augustin | Paris Saint-Germain (12)        | 12   |
| 5    | Jordi Mboula        | FC Barcelone (8), AS Monaco (4) | 12   |
| 5    | Dominic Solanke     | Chelsea FC (12)                 | 12   |

- Plus grand nombre de matches :

| Rang | Nom               | Clubs                    | Matches |
| ---- | ----------------- | ------------------------ | ------- |
| 1    | Pedro Álvaro      | SL Benfica (28)          | 28      |
| 2    | Diogo Costa       | FC Porto (27)            | 27      |
| 3    | Timothy Eyoma     | Tottenham Hotspur (25)   | 25      |
| 3    | Óscar Rodríguez   | Real Madrid (25)         | 25      |
| 5    | Carles Pérez      | FC Barcelone (24)        | 24      |
| 6    | Miguel Baeza      | Real Madrid (23)         | 23      |
| 6    | Samy Bourard      | RSC Anderlecht (23)      | 23      |
| 6    | Alberto Fernández | Real Madrid (23)         | 23      |
| 6    | Mykola Matviyenko | Chakhtar Donetsk (23)    | 23      |
| 6    | Yakou Méïté       | Paris Saint-Germain (23) | 23      |
| 6    | Diogo Queirós     | FC Porto (23)            | 23      |